# Iglesia de la Natividad (Pozancos)
La iglesia de la Natividad de Nuestra Señora es un templo católico de origen románico situado en la localidad de Pozancos, pedanía del municipio de Sigüenza, en la provincia de Guadalajara (España). Construida en el siglo XII, ha sido modificada y ampliada en diversas ocasiones, dando como resultado un edificio que mezcla los estilos románico, gótico, renacentista y barroco.

## Contexto histórico
La iglesia se construyó en un momento de consolidación del poder cristiano tras la reconquista definitiva de Sigüenza en 1124. En el siglo XII el arte románico tuvo un gran desarrollo en la diócesis de Sigüenza. Este estilo llegó a la provincia de Guadalajara con cierto retraso, debido a la prolongada inestabilidad fronteriza derivada del avance almorávide y la tardía repoblación cristiana tras la toma de Toledo en 1085.
Pozancos aparece ya vinculado a Sigüenza en 1331 y a finales del siglo XV era posesión de Martín Fernández, canónigo de la catedral seguntina, arcipreste de Hita y cura de Las Inviernas. Este personaje impulsó importantes obras en la iglesia, incluyendo la construcción de una capilla funeraria de estilo gótico para su enterramiento.

## Descripción

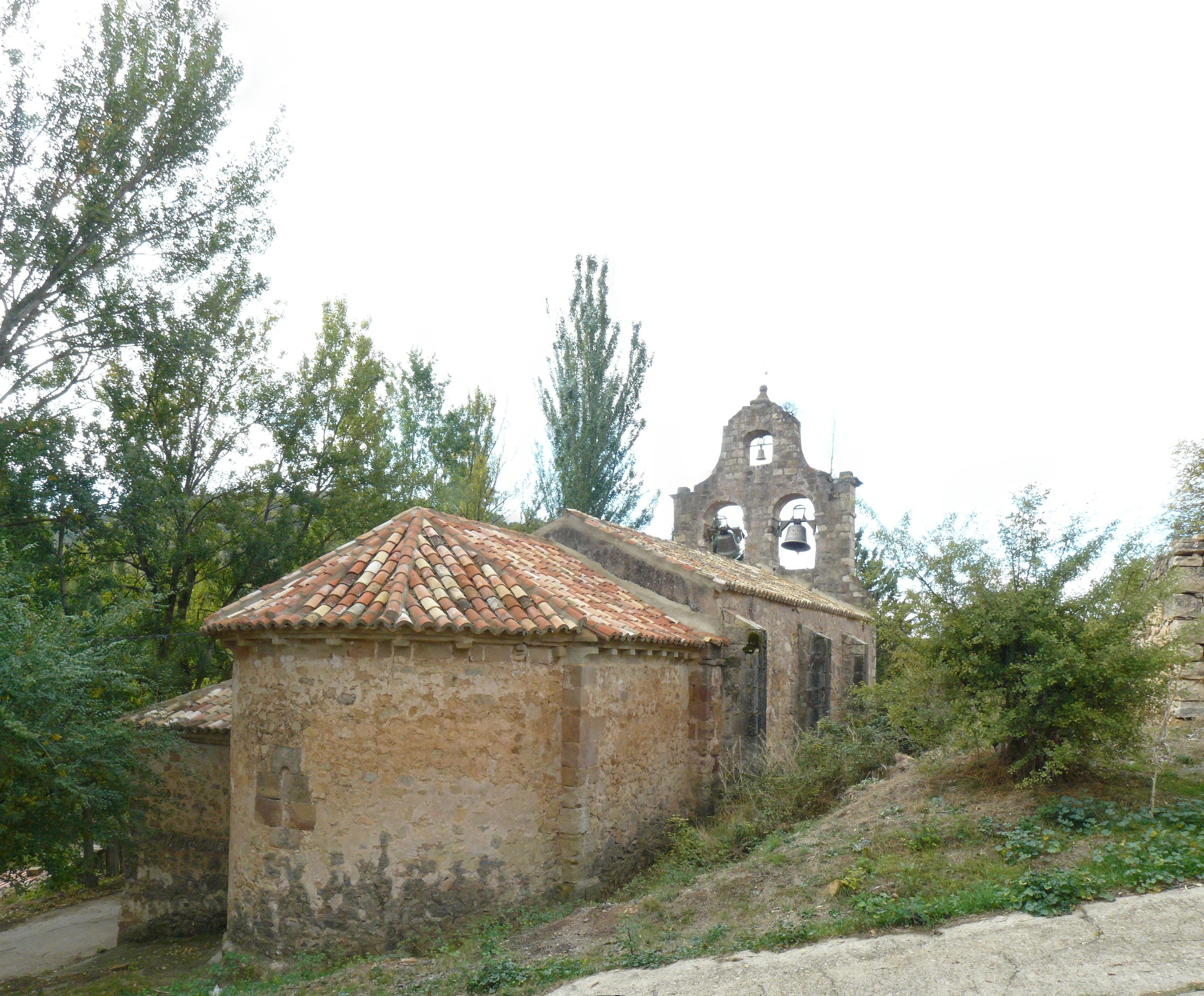
Vista del ábside y del costado norte.

### Estructura y materiales
La iglesia presenta una planta rectangular con una sola nave, originalmente rematada por un ábside semicircular. Fue construida en mampostería ruda, con abundante argamasa blanquecina en los rejuntados. La  sillería se aplicó especialmente en las esquinas, ventanas, canecillos y portada. Esta última, aunque deteriorada se conserva original e íntegra.
Se reservó el uso de sillería de calidad media para las esquinas, ventanas, canecillos y la portada, aunque esta última, a pesar de su deterioro, se conserva original e íntegra.
En el siglo XV o inicios del XVI, se añadió en el lado sur una capilla gótica de planta cuadrada, levantada íntegramente en sillería de tonos rojizos y grises, y reforzada con tres contrafuertes. En el siglo XVII se reformó la nave principal y se incorporó una sacristía. En ese mismo periodo probablemente se reconstruyó el muro norte, que fue reforzado con tres contrafuertes prismáticos. La portada original románica se conserva en el muro sur.
La iglesia está coronada en el hastial oeste por una espadaña barroca de finales del siglo XVIII o principios del XIX. Se trata de una estructura de sillería con dos cuerpos: el inferior con dos troneras para campanas y el superior con un pequeño vano para el campanil, flanqueado por pináculos con esferas.

### Fachadas
El ábside semicircular románico es visible desde el exterior y cuenta con una ventana saetera de sillería, cegada por el retablo interior. Una cornisa achaflanada sostenida por canecillos de perfil de nacela remata el conjunto. La cabecera fue ligeramente elevada durante una intervención posterior.
El muro sur mantiene su apariencia románica original. El muro norte y el hastial oeste están recubiertos con enfoscado blanquecino que simula sillares, aunque se aprecian las cornisas originales y canecillos. En el interior del muro occidental se conservan restos de una espadaña románica primitiva.

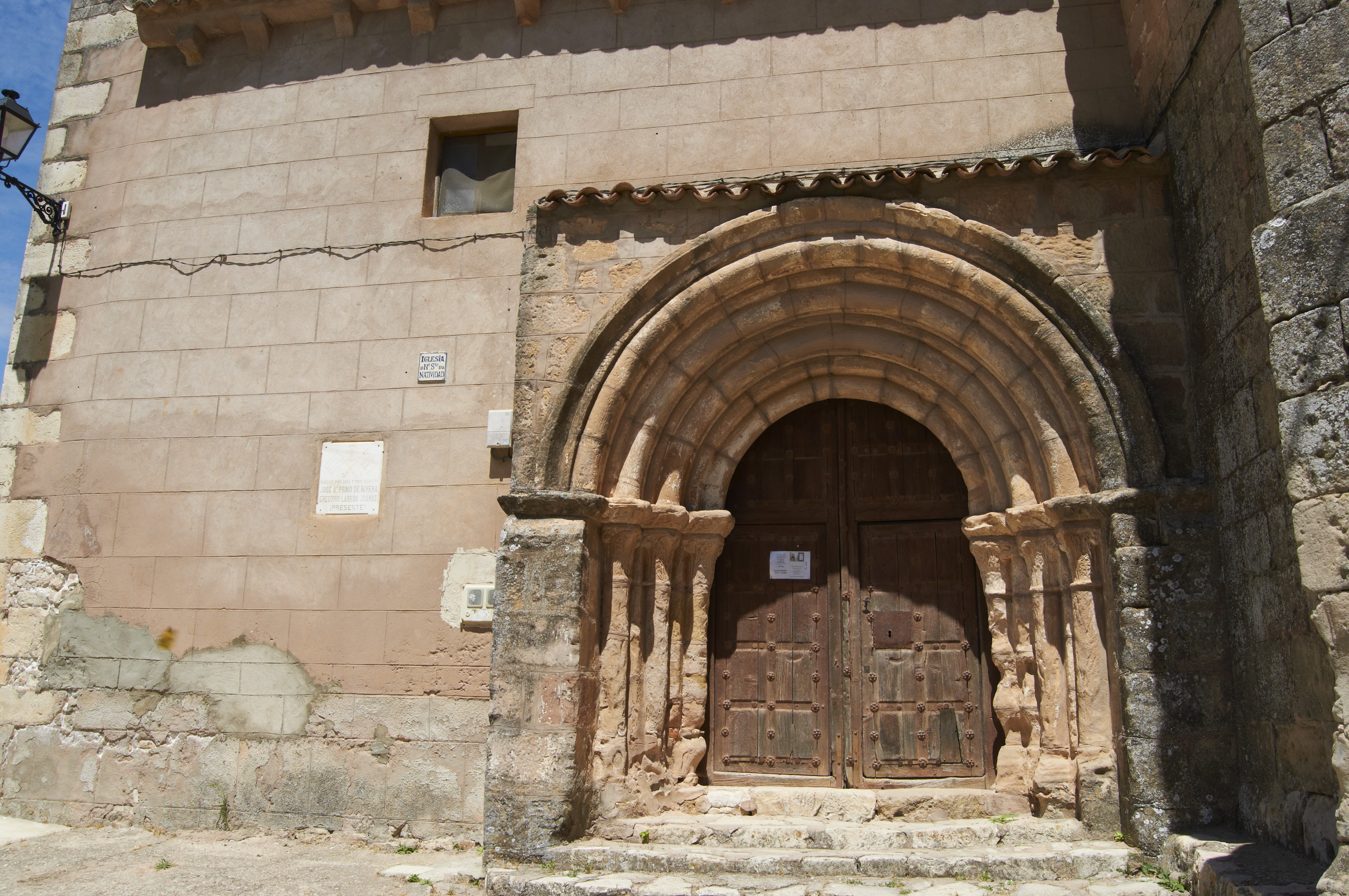
Portada.

### Portada
La portada se sitúa en el muro sur del edificio y constituye un claro ejemplo de la sobriedad característica del románico. Se compone de cuatro arquivoltas lisas: tres reposan sobre columnas acodilladas, mientras que la exterior se apoya directamente en jambas de sección prismática. Los capiteles, de formas alargadas y labra minuciosa, están decorados con motivos vegetales, predominando las hojas de acanto, semejantes a las que pueden observarse en iglesias cercanas, como Carabias o Saúca. Sobre estos se disponen cimacios decorados con una banda vegetal, de la que brotan hojas dispuestas en grupos de tres. Todo el conjunto queda enmarcado por una chambrana de perfil nacelado que refuerza la unidad formal de la portada.

## Interior
La iglesia tiene una nave única dividida en cuatro tramos por tres arcos fajones de medio punto sobre pilastras cruciformes, coronadas por un cuerpo liso que simula capiteles, y un entablamento compuesto por friso y cornisa moldurada. La cubierta se compone de bóvedas de arista, excepto en el ábside, cubierto con una bóveda poligonal simulada. En la cabecera y a los pies se conservan tirantes de madera procedentes de la antigua cubierta.
El presbiterio, elevado respecto a la nave, está delimitado por un arco triunfal de medio punto que descansa sobre columnas góticas. Los capiteles lucen el escudo del cabildo de Sigüenza y motivos florales que anticipan un lenguaje renacentista. Un púlpito de base poligonal, decorado con candelabros renacentistas, se ubica en el muro derecho. El altar mayor está presidido por un retablo del siglo XVI, y en el muro del evangelio se encuentra un altar barroco con una imagen moderna de San José.

### Capilla gótica
En el tercer tramo del lado sur se abre una capilla gótica de planta casi cuadrada, cubierta por una bóveda de crucería con terceletes y claves pinjantes, propias del gótico tardío. Los nervios descansan sobre culs de lampe con escudos sostenidos por ángeles. Se accede a la capilla a través de un arco escarzano con motivos vegetales cerrado por una reja de forja gótica que está incompleta.
En su interior se conserva un Cristo crucificado de madera, de unos 70 cm, realizado entre finales del siglo XVI y comienzos del XVII. La imagen ha perdido parte de su policromía original. En el lateral oriental de la capilla, una mesa de altar se apoya sobre fustes con reminiscencias románicas. Una inscripción en el muro occidental menciona a los antepasados de Martín Fernández, patrón de la capilla.
El elemento más destacado es el arcosolio funerario que alberga el sepulcro de Martín Fernández, realizado en alabastro a comienzos del siglo XVI. Está compuesto por un arco escarzano decorado con molduras estriadas, cardinas y baquetones, reforzado por un arco conopial con ornamentación vegetal. En el centro se encuentra una imagen de la Virgen con el Niño bajo dosel, flanqueada por San Juan Evangelista y María Magdalena. La escultura del sepulcro representa al clérigo yacente, vestido con ornamentos litúrgicos, con la cabeza apoyada sobre almohadas y las manos cruzadas sobre el pecho. En la capilla funeraria se conservan también una copia del siglo XVIII de una pintura atribuida a Murillo.

### Pila bautismal

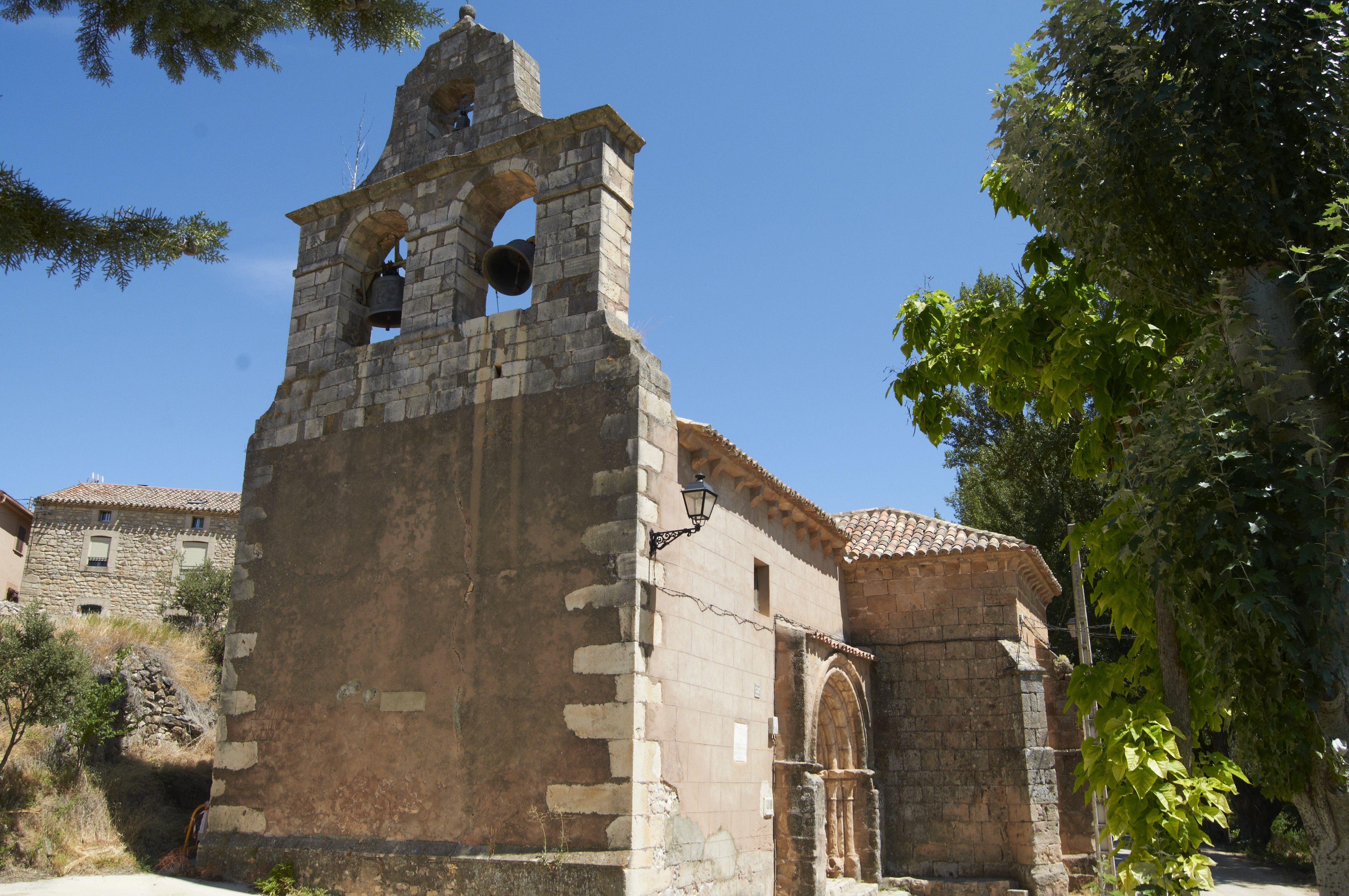
Vista desde el sur.

La iglesia conserva también una pila bautismal de piedra con decoración tallada. Presenta gallones en su parte inferior y motivos geométricos y vegetales en la parte superior. Esta tipología de pila encuentra paralelos en otras parroquias rurales de Guadalajara, como las de Saúca, Henche o Las Inviernas, lo que permite situarla cronológicamente entre los siglos XII y XIII.

## Conservación
A pesar de las numerosas intervenciones sufridas a lo largo del tiempo, la iglesia conservaba elementos originales de gran valor arquitectónico e histórico, integrados respetuosamente en las sucesivas fases gótica, renacentista y barroca. Sin embargo, antes del colapso parcial de 2023, presentaba visibles signos de deterioro: deficiencias estructurales en las cubiertas, humedades en diversos muros y riesgo en la estabilidad de ciertos elementos. 
Durante el siglo XX se realizaron algunas actuaciones menores centradas en la consolidación de muros y reparaciones puntuales de cubiertas, pero no se acometió una restauración integral. Aunque en el templo seguía  abierto y con actos religiosos, se había alertado sobre su mal estado de conservación. Su inclusión en programas de rehabilitación de la Diputación de Guadalajara fue intermitente y limitada.

### Protección y traslado del patrimonio artístico

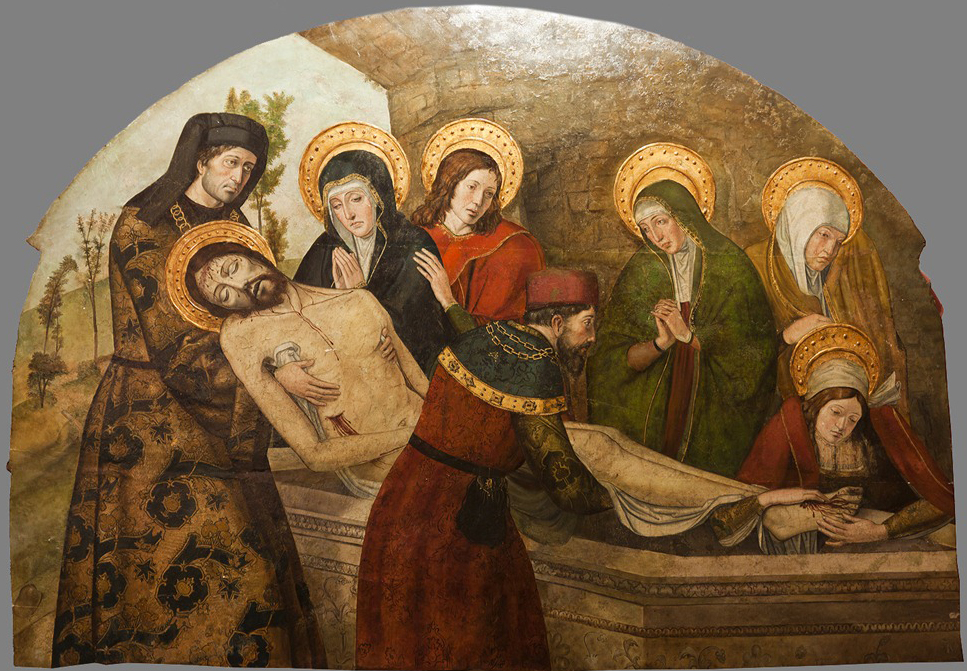
Entierro de Cristo (ca. 1500), pintura atribuida al Maestro de Pozancos, originalmente ubicada en la capilla funeraria de don Martín Fernández y conservada en el Museo Diocesano de Arte Antiguo de Sigüenza.

Como parte de las labores de conservación del patrimonio artístico emprendidas por la diócesis de Sigüenza, varias obras de gran valor artístico fueron trasladadas desde la iglesia parroquial de Pozancos al Museo Diocesano de Arte Antiguo. Entre ellas destaca una excepcional pintura sobre tabla del primer Renacimiento castellano, que representa el Santo Entierro de Cristo, atribuida al denominado «maestro de Pozancos», influenciado estilísticamente por Juan de Flandes y Juan de Borgoña. Esta obra, considerada una de las  más relevantes de la región, formaba parte del conjunto funerario de don Martín Fernández, canónigo de la catedral de Sigüenza y señor de Pozancos, y se situaba originalmente en el luneto del arcosolio de su sepultura. Junto con la pintura, fueron trasladadas al museo dos figuras en alabastro que representan a Adán y Eva, tallas de finales del siglo XV o comienzos del XVI, que escoltaban el enterramiento. Todas estas piezas, ahora salvaguardadas en un entorno que garantiza su conservación y accesibilidad, constituyen un testimonio valioso del arte religioso local y del esfuerzo por protegerlo frente al riesgo de expolios y deterioro.
En 2012 se colocó una copia de la tabla del Entierro de Cristo en su emplazamiento original, obra del arquitecto Ramiro Martín tras el estudio de la pieza conservada en el Museo Diocesano de Sigüenza. La iniciativa, impulsada por la Asociación Cultural de Pozancos, contó con el respaldo del vecindario y recuperó parte del valor simbólico del espacio. La asociación ha continuado colaborando en la conservación del templo, incluyendo labores de mantenimiento, restauración de mobiliario y rehabilitación de estancias.

### Derrumbe
El 21 de septiembre de 2023 se produjo el colapso parcial del templo, al desplomarse parte del tejado de la nave central. El siniestro fue provocado por la presión que ejercía la techumbre sobre el muro noroeste, que acabó cediendo. Los bomberos acordonaron la zona e iniciaron de inmediato los trabajos de desescombro. Como medida de urgencia para estabilizar la estructura, se procedió a la retirada del peso excedente de la bóveda, se colocaron puntales en el coro y en un forjado interior, y se dejaron las bóvedas al descubierto, debidamente protegidas para evitar mayores daños. Las piedras y sillares desprendidos durante el colapso fueron recogidos y conservados con vistas a su posterior reintegración en la fábrica original.
La reparación del edificio quedó contemplada en un convenio firmado el 25 de julio de 2024 entre la Diputación de Guadalajara y la diócesis de Sigüenza-Guadalajara, dentro de un plan de actuación que incluye intervenciones en un total de diecinueve templos de la provincia. En el caso de la iglesia de la Natividad de Pozancos, el proyecto prevé la rehabilitación integral de las cubiertas, la instalación de nuevas estructuras de madera, y la reconstrucción y consolidación del muro noreste, así como de la parte superior de sus contrafuertes.

## Comparación con otras iglesias
La iglesia de la Natividad de Pozancos presenta claras conexiones estilísticas con otras edificaciones religiosas de la provincia de Guadalajara, especialmente en la zona de Sigüenza. Su portada románica, muestra afinidades con los talleres escultóricos de la catedral seguntina y con los pórticos de iglesias cercanas como las de Carabias, Jodra del Pinar o Saúca. Esta tipología coincide con el modelo de iglesia románica descrito por Layna Serrano para la provincia.
En cuanto a la escultura funeraria, el sepulcro de Martín Fernández en Pozancos muestra una estrecha relación con el sepulcro exento de Alonso Fernández en Jirueque, ambos atribuidos al mismo autor. Las figuras yacentes comparten rasgos distintivos: ojos grandes y abultados, manos alargadas, rizos centrales sobre la frente y ángeles tenantes con alas de similar configuración. La obra de Jirueque se considera posterior y derivada del modelo de Pozancos.
Ambos sepulcros también guardan similitudes con el de Juan Ruiz de Pelegrina, chantre de la catedral de Sigüenza. La figura yacente de este último es «exactamente igual» a la de Jirueque, lo que sugiere la participación del mismo taller escultórico seguntino del siglo XV. Estas piezas podrían interpretarse como un eco local de la escuela toledana del siglo XV, relacionada con Sebastián de Toledo, autor del célebre Doncel de Sigüenza.
Por último, la pila bautismal de Pozancos presenta una ornamentación comparable a la de otras iglesias de Guadalajara, como las de Saúca, Henche o Las Inviernas, lo que refuerza su inclusión dentro de un contexto artístico común en la región.